# Mara bar Serapião
Mara Bar Serapião (em siríaco:ܡܪܐ ܒܪ ܣܪܦܝܘܢ) foi um escritor sírio, considerado, por alguns, como aquele que forneceu uma das primeiras referências não judaica e não cristã sobre Jesus. Sua carta, publicada pela primeira vez no século XIX por William Cureton, é datada a uma época posterior ao ano 73 d.C., mais ou menos 40 anos depois da crucificação de Jesus. Há uma possibilidade de ter sido escrita no século III d.C.. Ao escrever para encorajar seu filho na aquisição do conhecimento, usa exemplos de Sócrates, Pitágoras e de um "rei sábio", que foi executado pelos judeus em virtude da sua introdução de novas leis.